# Mumford
Mumford (Brasil: Dr. Mumford - Inocência ou Culpa? / Portugal: O Invulgar Dr. Mumford) é um filme de comédia dramática e comédia romântica de 1999, dirigido por Lawrence Kasdan e estrelado por Hope Davis, Loren Dean e Jason Lee.

## Sinopse
Como um relativamente novo cidadão no povoado, Mumford aparece aos vizinhos e pacientes como charmoso e misterioso ao mesmo tempo. Ao oferecer tratamento psicoterápico, logo ele rouba os clientes de outros dois médicos da área. Junto com o advogado Lionel Dillard, os dois médicos conspiram contra Mumford, esperando destruir sua reputação, e recuperar o posto de dominância na cidade. 

## Elenco
- Loren Dean .... Dr. Mickey Mumford
- Hope Davis.... Sofie Crisp
- Jason Lee.... Skip Skipperton
- Alfre Woodard.... Lily
- Mary McDonnell.... Althea Brockett
- Pruitt Taylor Vince.... Henry A. Follett
- Zooey Deschanel.... Nessa Watkins
- Martin Short.... Lionel Dillard
- David Paymer.... Dr. Ernest Delbanco
- Jane Adams.... Dr. Phyllis Sheeler
- Ted Danson.... Jeremy Brockett
- Jason Ritter.... Martin Brockett

## Recepção
Mumford foi considerado um bom filme, porém, não chegou a ser tratado como inesquecível. Muitos críticos expressaram sua aprovação no geral, porém, questionaram a desagradável estória anterior de Dr. Mumford, bem como a falta de uso de bons atores como Martin Short e Ted Danson, que tiveram papéis significativamente reduzidos.